# Distichon
Ein Distichon (Plural Distichen; griechisch „Zweizeiler“ von δι- di- „zwei“ und στίχος stíchos „Vers“, „Zeile“) ist in der Verslehre allgemein ein Verspaar bzw. eine zweizeilige Strophenform.
Die verbreitetste Form des Distichons ist das aus einem daktylischen Hexameter (griechisch „Sechsmaß“) und einem Pentameter (griechisch „Fünfmaß“) bestehende sogenannte elegische Distichon oder auch Elegeion. Die Form ist in der griechischen Dichtung schon im 7. Jahrhundert v. Chr. bei Kallinos und Archilochos nachzuweisen und wurde in der Antike vielfach für Epigramme, Elegien, Idyllen und Lehrdichtung verwendet. Der Pentameter wird häufig, aber nicht zwingend, zur Unterscheidung mit einer Einrückung versehen.

## Ein Beispiel in drei Sprachen
Das wohl berühmteste elegische Distichon erinnerte als Epitaph an die Spartaner, die in der Schlacht bei den Thermopylen gefallen waren, und wurde oft fälschlich dem griechischen Lyriker Simonides von Keos (* ca. 556 v. Chr.; † 469 v. Chr.) zugeschrieben:
Ὦ ξεῖν’, ἀγγέλλειν Λακεδαιμονίοις ὅτι τῇδε

    κείμεθα, τοῖς κείνων ῥήμασι πειθόμενοι.
Ō xein’, angellein Lakedaimoniois hoti tēde

    keimetha tois keinōn rhēmasi peithomenoi.
In der lateinischen Übersetzung, wie sie bei Cicero im ersten Buch der Tusculanae disputationes (1, 101) zu lesen ist, heißt es so:
Dic, hospēs, Spartae nos te hic vidīsse iacentēs,

    dum sanctīs patriae legibus obsequimur.
Friedrich Schiller übersetzt dieses Distichon in seiner ganz in Distichen verfassten Elegie Der Spaziergang, 1795, so:
Wanderer, kommst du nach Sparta, verkündige dorten, du habest

    Uns hier liegen gesehn, wie das Gesetz es befahl.

## Metrisches Schema
Das metrische Schema des antiken elegischen Distichons lautet
—◡◡ˌ—◡◡ˌ—◡◡ˌ—◡◡ˌ—◡◡ˌ—×

—◡◡ˌ—◡◡ˌ— ‖ —◡◡ˌ—◡◡ˌ×

## Das elegische Distichon in der lateinischen Dichtung
Als weiteres Beispiel aus einem berühmten vollständig in Distichen verfassten Werk, der Ars amatoria („Liebeskunst“) des römischen Dichters Ovid:
Parcite praecipue vitia exprobrare puellis,

    Utile quae multis dissimulasse fuit.
Das a von vitia wird elidiert. Neben Ovid sind in der lateinischen Literatur Tibull, Properz, Catull und Martial als Verfasser von Distichen zu nennen.

## Das elegische Distichon in der deutschen Dichtung

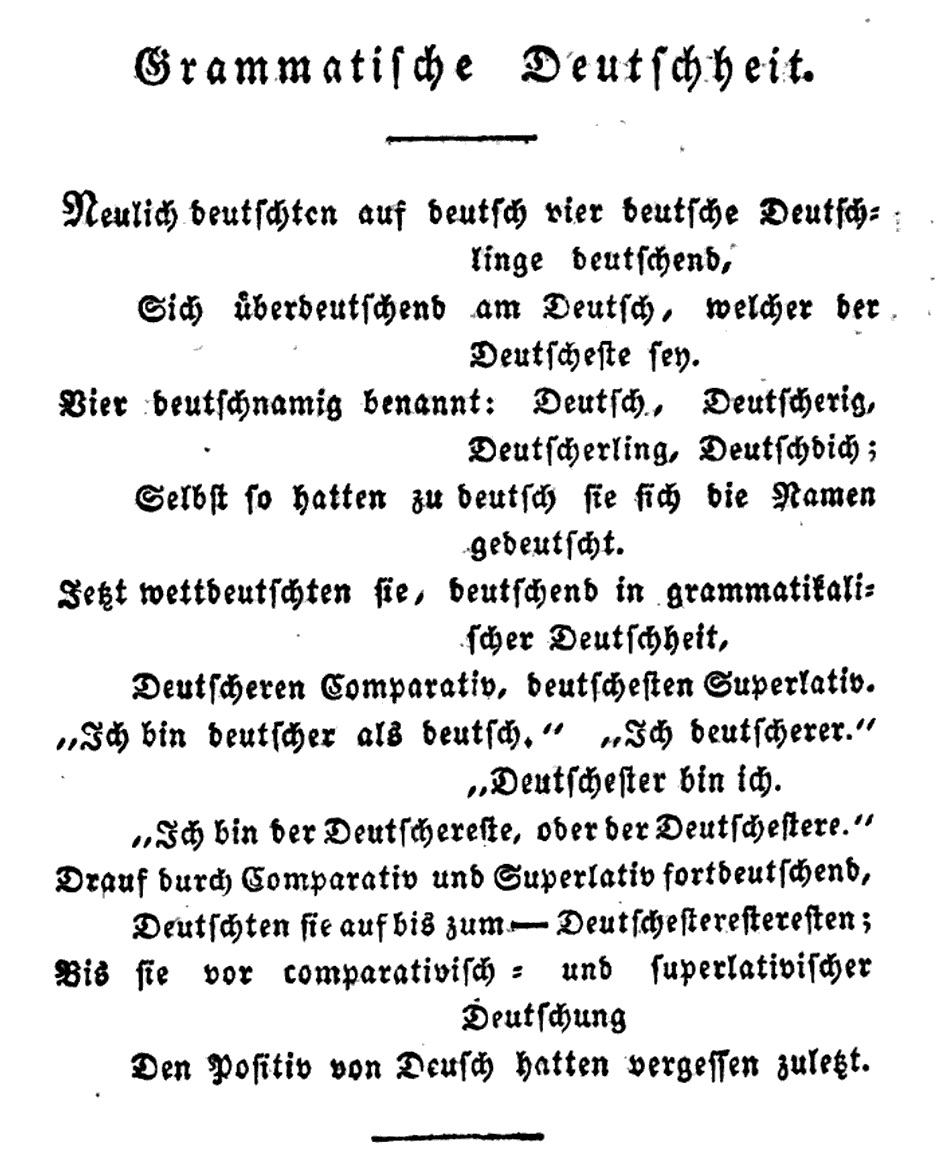
Friedrich Rückert: Grammatische Deutschheit, Parodie in elegischen Distichen (1819)

Ein Beispiel für das elegische Distichon im Deutschen gibt neben der oben aufgeführten Schillerschen Übertragung des Thermopylen-Epigramms die Übersetzung der Ovidschen Verse:
Nehmt euch vor allem in acht, die Gebrechen der Mädchen zu rügen,

    ja, es hat manchem genützt, dass er mit Fleiß sie nicht sah.
Der antike Daktylus (—◡◡) besteht aus einem elementum longum (—), also einer langen Silbe, und einem elementum biceps (◡◡), dem meist eine Doppelkürze (◡◡), oft aber auch eine lange Silbe entspricht, wodurch ein Spondeus (— —) entsteht. In der deutschen Nachbildung des antiken Versfußes wird statt des im Deutschen schlecht realisierbaren Spondeus die Umsetzung des Daktylus als Trochäus (—◡) zugelassen, man notiert den deutschen Daktylus daher als —◡(◡). Das metrische Schema des Distichons ist im Deutschen demnach:
—◡(◡)ˌ—◡(◡)ˌ—◡(◡)ˌ—◡(◡)ˌ—◡◡ˌ—◡

—◡(◡)ˌ—◡(◡)ˌ— ‖ —◡◡ˌ—◡◡ˌ—
Erste Versuche einer Nachbildung finden sich in der deutschen Barockdichtung bei Fischart, Klaj und Birken, dort noch in silbenzählender und gereimter Form, reimlos und akzentuierend dann bei Gottsched und Klopstock (Die zukünftige Geliebte, Elegie). Ihren Höhepunkt fand die deutsche Distichendichtung aber in der Klassik, deren beide Hauptvertreter Goethe und Schiller diese Form für ihre epigrammatischen Xenien aufgriffen. Die Xenien erschienen im Musen-Almanach für das Jahr 1797, in dem sich auch Schillers bekannter Merkvers zum Distichon findet:
Im Hexameter steigt des Springquells silberne Säule,

    Im Pentameter drauf fällt sie melodisch herab.
Eine Parodie von Matthias Claudius darauf lautet:
Im Hexameter zieht der ästhetische Dudelsack Wind ein;

    Im Pentameter drauf läßt er ihn wieder heraus.
Meist geht dieser formale Rückgriff einher mit einem bewussten Anknüpfen an die antiken literarischen Vorbilder, das Distichon gilt im Deutschen daher als „antikisierende“ Form. Berühmt sind Goethes Römische Elegien, die sich auf die elegische Liebesdichtung eines Tibull, Properz und Ovid beziehen und aus denen die folgenden vier Distichen stammen:
Raubt die Liebste denn gleich mir einige Stunden des Tages,

    Gibt sie Stunden der Nacht mir zur Entschädigung hin.

Wird doch nicht immer geküsst, es wird vernünftig gesprochen.

    Überfällt sie der Schlaf, lieg ich und denke mir viel.

Oftmals hab’ ich auch schon in ihren Armen gedichtet

    Und des Hexameters Maß, leise, mit fingernder Hand,

Ihr auf den Rücken gezählt. Sie atmet in lieblichem Schlummer

    Und es durchglühet ihr Hauch mir bis ins Tiefste die Brust.
Weitere bekannte Beispiele aus der Weimarer Klassik sind Goethes Venezianische Epigramme, das Lehrgedicht Die Metamorphose der Pflanzen und Schillers Der Spaziergang und Nänie:
Auch das Schöne muß sterben! Das Menschen und Götter bezwinget,

    Nicht die eherne Brust rührt es des stygischen Zeus.
Nach Goethe und Schiller sind als bedeutende Vertreter deutscher Distichendichtung zu nennen: Hölderlin (Menons Klagen um Diotima, Der Wanderer, Brod und Wein), Mörike, Geibel und August Graf von Platen.

## Sonderformen des elegischen Distichons
Sonderformen des elegischen Distichons sind das zäsurgereimte leoninische Distichon sowie das Chronodistichon, ein Chronogramm in der metrischen Form eines Distichons.

## Andere Formen des Distichons
Neben dem sehr verbreiteten elegischen Distichon aus Hexameter und Pentameter finden sich sowohl in der antiken wie der deutschen Dichtung noch andere solcher Verspaare. Dazu zählen:

### Das alkmanische Distichon
Im alkmanischen Distichon folgt auf einen Hexameter ein alkmanischer Vers. Das metrische Schema:
—◡◡ˌ—◡◡ˌ—◡◡ˌ—◡◡ˌ—◡◡ˌ—◠
—◡◡ˌ—◡◡ˌ—◡◡ˌ—◠
Ein Beispiel (aus Johann Heinrich Voß, An Friederich Heinrich Jacobi):
Möge der Hirsch sich bequemen dem Joch, und der Löwe dem Scherer,

    Eingepfercht mit dem folgsamen Hausvieh

### Das archilochische Distichon
Im archilochischen Distichon folgt auf einen Hexameter ein (kleiner) archilochischer Vers. Das metrische Schema:
—◡◡ˌ—◡◡ˌ—◡◡ˌ—◡◡ˌ—◡◡ˌ—◠
—◡◡ˌ—◡◡ˌ—
Ein Beispiel (aus Friedrich Gottlieb Klopstock, An Ebert):
Lindernde Tränen, euch gab die Natur dem menschlichen Elend

    Weis' als Gesellinnen zu.
Im 20. Jahrhundert findet sich ein Beispiel außerhalb des strengen Bezugs auf die Antike in einem der Sonette an Orpheus Rainer Maria Rilkes. Die ersten beiden Verse des zwanzigsten Sonetts des zweiten Teils:
Zwischen den Sternen, wie weit; und doch, um wievieles noch weiter,

    was man am Hiesigen lernt.

### Das asklepiadeische Distichon
Im asklepiadeischen Distichon folgt auf einen zweiten Glykoneus ein kleiner Asklepiadeus. Das metrische Schema:
——ˌ—◡◡—ˌ◡◠

——ˌ—◡◡— | —◡◡—ˌ◡◠
In der deutschen Dichtung wird der einleitende Spondeus regelmäßig durch einen Trochäus ersetzt; die letzte Silbe ist stets betont. Zwei Distichen dieser Art formen die vierte asklepiadeische Strophe; ein Beispiel für die gereihte Verwendung des Distichons ist Ludwig Höltys An meine Freunde. Dessen Schlussdistichon:
Dass kein Tropfen des Seelengifts

    Rann aus eurem Gesang, danket zu Gott hinauf!
Im Gegensatz zu den allermeisten anderen Distichenformen, bei denen auf einen längeren Vers ein kürzerer folgt, geht in asklepiadeischen Distichon der kürzere Vers voran, der längere folgt. Hölty hat den Wechsel der Verse aber in einigen Gedichten auch mit dem längeren Vers einsetzen lassen, ein Beispiel dafür ist der Anfang von Die Schale der Vergessenheit:
Eine Schale des Stroms, welcher Vergessenheit

    Durch Elysiums Blumen rollt

### Die pythiambischen Distichen
Wird der Hexameter mit einem jambischen Zweitvers verbunden, spricht man von einem pythiambischen Distichon. Ist der Zweitvers ein jambischer Dimeter, liegt ein 1. pythiambisches Distichon vor:
—◡◡ˌ—◡◡ˌ—◡◡ˌ—◡◡ˌ—◡◡ˌ—◠
◡—ˌ◡—ˌ◡—ˌ◡◡
Ein Beispiel bietet Johann Heinrich Voß' Aufheiterung, dessen vorletztes Verspaar so lautet:
Weg mit dem Finsteren! Schau, wie die Sonn' urplötzlich den Kirchturm

    Mit rotem Abendglanz verklärt!
Ist der Zweitvers ein jambischer Trimeter, liegt ein 2. pythiambisches Distichon vor.
—◡◡ˌ—◡◡ˌ—◡◡ˌ—◡◡ˌ—◡◡ˌ—◠
◡—ˌ◡—ˌ◡—ˌ◡—ˌ◡—ˌ◡◡
Als Beispiel der Anfang von Karl Wilhelm Ramlers An Herrn Bernhard Rode:
Der du dem blutenden Cäsar beim Dolche des Freundes das Antlitz,

    Das noch den Mörder liebreich straft, in Purpur hüllst

### Das jambische Distichon
Im jambischen Distichon folgt auf einen jambischen Trimeter ein jambischer Dimeter.
◡—ˌ◡—ˌ◡—ˌ◡—ˌ◡—ˌ◡◡
◡—ˌ◡—ˌ◡—ˌ◡◡
Rudolf Alexander Schröder hat mit diesem Verspaar die Widmung seiner Deutschen Oden gestaltet, der Beginn:
Wohin des Wegs, da sich der schroffe Felsensteig

    Mit schwarzen Schaudern überhüllt?
Bernhard von Lepel hat die Bewegung des Verspaares aufgelockert durch die häufige Verwendung von mit zwei schwach betonten Silben besetzten Senkungen, zwei Beispieldistichen aus Das Fest der heilgen Rosalie zu Palermo:
Den Felsenweg klomm suchend bald das Volk empor

    Und fand das bleiche Gebein und trug's

In hohem, silbernem Sarge vor des Doms Altar –

    Aufjauchzte da die befreite Stadt.